# Chŏnch'ŏn-gun
Chŏnch'ŏn-gun (koreanska: 전천군) är en kommun i Nordkorea.   Den ligger i provinsen Chagang, i den centrala delen av landet, 180 km norr om huvudstaden Pyongyang.